# بیلاقژان
بیلاقژان (به انگلیسی: Bay L'Argent) یک منطقهٔ مسکونی در کانادا است که در نیوفاندلند و لابرادور واقع شده‌است. بیلاقژان ۲۸۵ نفر جمعیت دارد.